# Frank Pagelsdorf
Frank Pagelsdorf (* 5. Februar 1958 in Hannover) ist ein deutscher Fußballtrainer und ehemaliger Fußballspieler.

## Vereinsspieler
Frank Pagelsdorf wuchs bei Hannover auf. Sowohl sein Großvater Willi Pagelsdorf senior als auch sein Onkel Willi Pagelsdorf junior waren Rugby-Spieler. Er besuchte in Garbsen die C.-Herschel-Realschule und spielte als Jugendlicher in derselben Stadt beim TSV Havelse.
Als 18-Jähriger wechselte er 1976 in die 2. Liga Nord zu Hannover 96 und wurde dadurch zum Profi. Im Sommer 1978 wurde der Mittelfeldspieler, nach 72 Zweitligaspielen und 10 Toren für Hannover 96, von Arminia Bielefeld verpflichtet; der Verein war zuvor in die 1. Bundesliga aufgestiegen. Pagelsdorf spielte nun die nächsten Jahre mit Arminia durchgängig in der Bundesliga und arbeitete dabei unter Trainern wie Otto Rehhagel, Horst Köppel und Karl-Heinz Feldkamp. 1984 entschied er sich für einen Vereinswechsel, nachdem er für die Arminia 128 Bundesligaspiele absolviert hatte. Seine insgesamt erzielten 28 Tore für Arminia Bielefeld in der Bundesliga bedeuteten Jahre lang einen Vereinsrekord, bis er am 15. Dezember 2007 von Artur Wichniarek eingestellt wurde. Bei Arminia Bielefeld hat Pagelsdorf eine bis heute anhaltende gewisse Popularität („Der Netzer der Underdogs“).
Im Sommer 1984 unterschrieb Pagelsdorf beim Bundesligisten Borussia Dortmund, wo er bis 1988 blieb und dabei u. a. mit Trainern wie Timo Konietzka, Erich Ribbeck, Reinhard Saftig und Pál Csernai zusammenarbeitete. Für den BVB erzielte Pagelsdorf bis 1988 in 102 Erstligaspielen neun Tore. In dieser Zeit machte Pagelsdorf auch neben dem Platz auf sich aufmerksam, als er während einer Pressekonferenz dem Reporter einer Boulevard-Zeitung eine Dose Cola über den Kopf schüttete. Zu Beginn der Saison 1988/89 wechselte Pagelsdorf zum Bundesligisten Hannover 96 und spielte dadurch wieder bei dem Verein, in dem seine Karriere begann. Nach dieser Saison stieg er mit der Mannschaft in die 2. Bundesliga ab. Im Dezember 1989 beendete er wegen eines Bandscheibenvorfalls, nach 14 Profijahren mit 366 Erst- und Zweitligaspielen und dort insgesamt 58 erzielten Toren, seine Karriere als Profifußballer.

## Trainer
Im Sommer 1992 begann die Trainerkarriere von Pagelsdorf, als er für eine Saison die Amateurmannschaft von Hannover 96 in der 4. Liga coachte. Dabei entdeckte er u. a. den späteren Bundesligaprofi Sergej Barbarez. Zur Saison 1992/93 wurde er Trainer beim 1. FC Union Berlin, der in der Fußball-Oberliga Nordost spielte. Im Sommer 1994 wechselte Frank Pagelsdorf zum Zweitligisten Hansa Rostock, wo ihm nach einer Saison mit der Mannschaft der Aufstieg in die erste Fußball-Bundesliga gelang. Unter seiner Führung platzierte sich Hansa Rostock am Ende der Saison auf Platz sechs. In der folgenden Spielzeit wurde am Ende mit Rang 15 knapp der Abstieg vermieden. Zur Saison 1997/98 wurde er als neuer Trainer des Hamburger SV vorgestellt. Der zum Ende der Spielzeit 1999/2000 belegte dritte Platz in der Bundesligatabelle seiner Mannschaft bedeutete bis dahin seinen bisher größten Erfolg als Trainer. Im Herbst 2001, nach einem schwachen Saisonstart, wurde Pagelsdorf nach insgesamt 142 Spielen als HSV-Trainer freigestellt. Da die Laufzeit seines Vertrages bis 2004 vereinbart worden war, erhielt er eine vertraglich vereinbarte Abfindung von 4,1 Millionen DM.
Ab dem Sommer 2003 übernahm Pagelsdorf den Zweitligisten VfL Osnabrück. Hier war er weniger erfolgreich, im Frühjahr 2004 trat er einige Spieltage vor Saisonende von seinen Aufgaben zurück. Seine Mannschaft befand sich auf dem 18. Tabellenplatz und stieg zu Saisonende aus der 2. Liga ab. Zwischen September 2004 und Juni 2005 war Pagelsdorf in den Vereinigten Arabischen Emiraten tätig, als er Al-Nasr Sports Club trainierte.
Im August 2005 begann Frank Pagelsdorf erneut als Cheftrainer beim FC Hansa Rostock, der in der Zweiten Bundesliga spielte, zu arbeiten. Zum Ende der Saison 2006/07 führte er den Verein abermals zum Aufstieg in die Fußball-Bundesliga. Diese folgende Bundesligasaison 2007/08 schloss seine Mannschaft als Vorletzter ab, sodass er mit Hansa Rostock wieder in die Zweite Bundesliga absteigen musste. Nachdem er mit seiner Mannschaft vier Spiele ohne Sieg geblieben war, wurde er nach dem 12. Spieltag der Saison 2008/09 beurlaubt. Im Januar 2009 kehrte er als Trainer zu Al-Nasr Sports Club zurück, wo er im Februar 2010 wieder entlassen wurde.
Anschließend wurde es ruhig um ihn und mittlerweile lebt er in Florida. In einem Interview aus dem Jahr 2019 mit der Website liga-zwei.de erklärte Pagelsdorf, dass es nie seine Absicht war, in den Ruhestand zu gehen und er selber nicht genau wisse, warum er seit 2010 keinen Verein mehr trainiert habe. In einem Zitat sagt er selbst: „Wenn es passt, gehe ich wieder an Bord. Ich habe niemals aufgehört, die Entwicklungen des Fußballs und des Trainerlebens zu verfolgen.“

## Trivia
- Frank Pagelsdorf ist einer von bislang acht Prominenten, denen es gelang, fünf Treffer an der Torwand der ZDF-Sendung das aktuelle sportstudio zu erzielen.
- Pagelsdorf ist Eigentümer eines Fußballzentrums in Kiel-Mettenhof.[9]
- Pagelsdorf ist Mitglied des Stiftungsrates der F.C. Hansa Rostock Stiftung, kurz Hansa Stiftung, die sich für soziale Projekte in Mecklenburg-Vorpommern engagiert.[10]